# ذى حقاق (إب)

تعديل مصدري - تعديل

ذى حقاق محلة تابعة لقرية ذى حجنب، التابعة لعزلة ريمان بمديرية إب إحدى مديريات محافظة إب في الجمهورية اليمنية.، بلغ تعداد سكانها 145 حسب تعداد اليمن لعام 2004.